# Verebes István
Verebes István (Budapest, 1948. július 4. –) Jászai Mari-díjas magyar színész, rendező, dramaturg, író, dalszövegíró, színházigazgató, műsorvezető. 1973–1974 között a Magyar Televízió szerkesztője volt. Az 1980-as években vált ismertté, amikor a Magyar Rádiónál vezetett kabaréműsorokat, politikai témákat sem kerülve. A rendszerváltás után 2009-ig állandó műsorvezetője lett az Magyar Televízió Nap-kelte című, szombat reggeli műsorának. Apja Verebes Károly színész, anyja Szántó Klára táncművész volt.

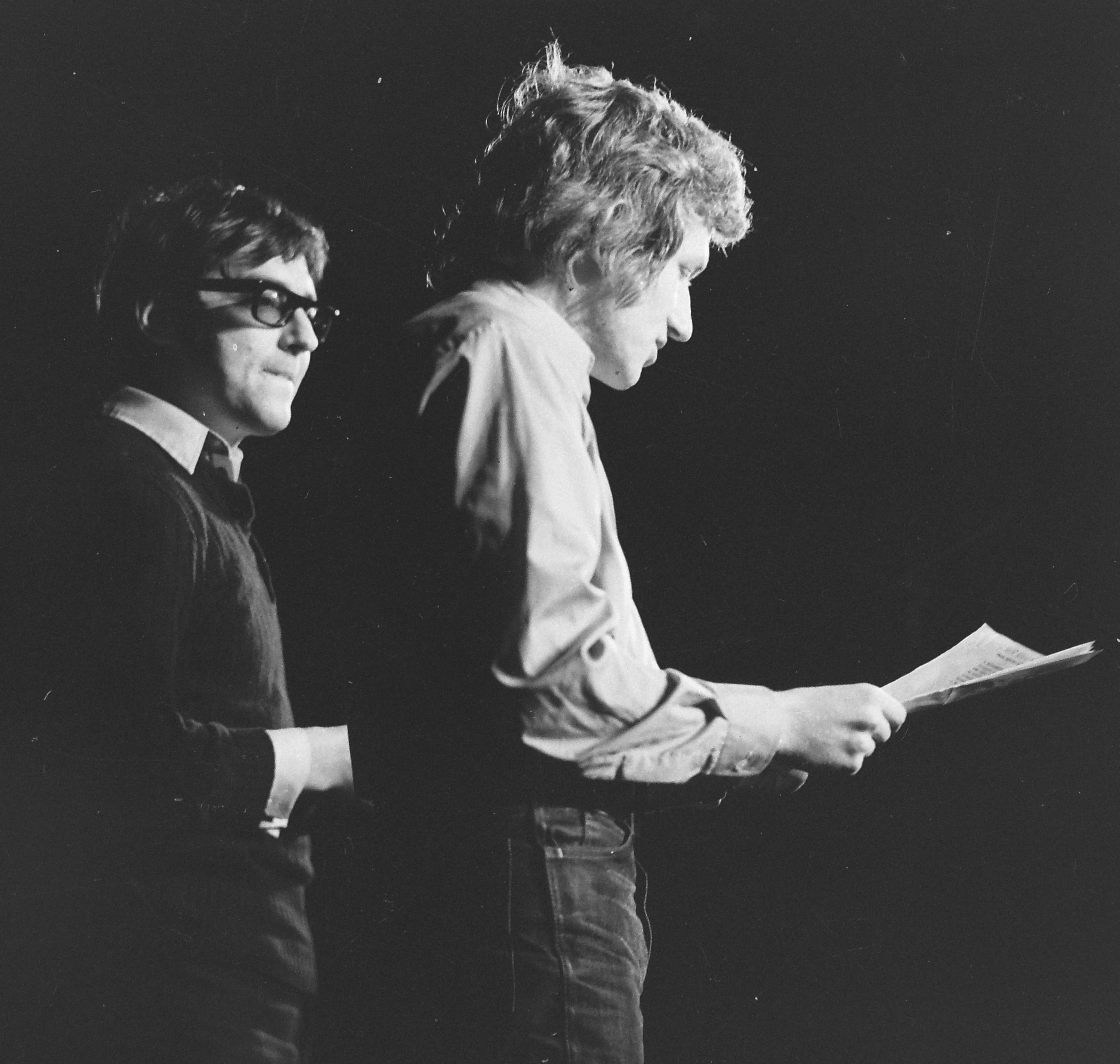
Verebes István és Kern András (1972)

## Pályája
1970-ben végzett a Színház- és Filmművészeti Főiskolán, majd a 25. Színház tagja lett. 1971 és 1975 között a kaposvári Csiky Gergely Színház művésze volt. 1975-től 1978-ig a Miskolci Nemzeti Színházban és a Szegedi Nemzeti Színházban játszott. 1978 és 1980 között a Lapkiadó, majd az Ádám újságírójaként tevékenykedett. 1980 és 1985 között a Mikroszkóp Színpad társulatához tartozott. Eközben 1980-ban kezdett dolgozni a Magyar Rádióban, a Rádiókabaré szerzője, előadója, a 80-as években gyakran konferansziéja is volt. 1985-től a Radnóti Színház rendezője, 1989-től pedig a Hócipő publicistája volt. 
1990-től 1993-ig a Komédium Színház, majd 1993-tól 1998-ig a nyíregyházi Móricz Zsigmond Színház igazgatója lett. 1999–2005 között a Heti Hetes közéleti műsor állandó szereplője volt. 	
2010. február 1-jétől a Mikroszkóp Színpad igazgatója lett. 2015 óta a Turay Ida Színház egyik rendezője is. 
Édesapja Verebes Károly (1920–1987) színművész volt, édesanyja Szántó Klári (1922–1995) színésznő, táncművész. Az apja második házasságával rokoni kapcsolatba került Schubert Évával, akinek a lánya, Verebes Dóra restaurátor az ő féltestvére.
Verebes Istvánnak négy házasságból három gyermeke született: Verebes Zoltán (1978, művészneve: Pater Sparrow) filmrendező, Verebes Linda (1980–) színművész, beszédtanár és Verebes Mihály (1997–). Negyedik házasságában él. Felesége, a nála 18 évvel fiatalabb Fejes Ágnes, a nyíregyházi Móricz Zsigmond Színház marketingfőnöke volt, itt ismerkedtek meg. 1996. augusztus 16-án házasodtak össze. Évek óta Zalaegerszeg egyik városrészében, Bazitán él.

## Színpadi szerepei
- Fényes Szabolcs – Békeffi István – G. Dénes György: A kutya, akit Bozzi úrnak hívtak....Dr. Eduardo Bozzi, ügyvéd
- Shakespeare: Sok hűhó semmiért....Leonato
- Verebes István: Sorsjáték
- Szakíts, ha bírsz
- Molière: Tartuffe
- Shakespeare: Julius Caesar....Cassius
- Szép Ernő: Vőlegény....Papa
- Görgey Gábor: Komámasszony, hol a stukker?....K. Müller
- Dosztojevszkij: Ördögök....Pjotr Verhovenszkij
- Michael Stewart-Thornton Wilder: Hello, Dolly!....Horace Vandergelder

## Rendezései
- Shakespeare: Othello (Nyíregyházi Móricz Zsigmond Színház, 1990-es években)
- Németh László: Bodnárné (Szolnoki Szigligeti Színház)
- Mi kérünk elnézést – Mikroszkóp, 2007. február
- Ebb – Kander: Chicago (Szolnoki Szigligeti Színház)
- Gorkij: Éjjeli menedékhely (Új Színház)
- Eisemann Mihály: Hyppolit, a lakáj (Szolnoki Szigligeti Színház)
- Brecht: Állítsátok meg Arturo Uit
- Sosem lehet tudni
- Csehov: Három nővér (Radnóti Miklós Színház)
- Csehov: Sirály
- II. József
- Három a testőr
- Kanyargó időben
- Békeffi István–Kaszó Elek–Verebes István: Mágnás Miska (Operettszínház)
- Szép Ernő: Lila akác
- Örkény István: Macskajáték (Győri Nemzeti Színház)
- William Gibson: Libikóka (Pinceszínház)
- Gerhart Hauptmann: A bunda (Nemzeti Színház)
- Gorkij: Kicsik és polgárok (Kisvárdai Várszínház)
- Peter Handke: Verniszázs
- Ábrahám Pál – Földes Imre: Viktória
- Füst Milán: Máli néni
- Szép Ernő: Patika
- Shakespeare: Hamlet
- Zsolt Béla: Erzsébetváros
- Michael Stuart-Thornton Wilder: Hello, Dolly! (Turay Ida Színház)
- Tiszta kabaré
- Aszlányi Károly: Amerikai komédia (József Attila Színház)

## Művei

### Színpadi művek
- Senki sem tökéletes
- Remix, avagy három a kislány
- Remix, avagy három a nagylány
- Csodálatos vagy, Júlia
- Várva
- Valami Magyarország
- Valamit visz a vicc
- Sorsjáték
- Közkívánatomra
- Humorterápia

### Dalszöveg
- Sohase mondd – dal (zeneszerző: Döme Zsolt, előadó: Hernádi Judit, Mészáros Márta Örökség című filmjének betétdala)
- Nem vagy szép – dal (zeneszerző: Presser Gábor, előadó: Omega)
- Meglátja mester menni fog – dal (zeneszerző: Döme Zsolt)[10]
- Gatya dal – (zeneszerző: Dés László, előadó: Koltai Róbert)[11]

### Kötetek
- Bazitai tűzhely - Göcseji ételek, Simon Frigyes & Verebes István, Agenda Natura, 2006
- Ornél; Ulpius-ház, Bp., 2008
- Maya. Vizsgálat, fejtegetés, vallomás és ábrándképek; Ulpius-ház, Bp., 2009
- Pók. Cikkek, naplójegyzetek, szatírák, esszék, blog-bejegyzések, 1990–2010; Dura Stúdió Multimédia Műhely–ÚMK, Bp., 2012
- Tólig. Tapasztalásaim történetei, történeteim tapasztalásai; Scolar, Bp.. 2018
- Hátraarc. Színházi magán-enciklopédia; Test-Art Kft., Győr, 2020
- Voltak; Misó Stúdió, Zalaegerszeg, 2021

## Filmszerepei

### Játékfilmek
- Fényes szelek (1968)[12]
- Pokolrév (1969)
- Staféta (1971) .... Jenő
- Sárika, drágám (1971)
- Régi idők focija (1973)
- Legenda a nyúlpaprikásról (1975)
- Apám néhány boldog éve (1977)
- Hogyan felejtsük el életünk legnagyobb szerelmét? (1980)
- Hatásvadászok (1982)
- Viadukt (1982)
- Jób lázadása (1983)
- Redl ezredes I-II. (1984)
- Vörös vurstli (1991)
- Ámbár tanár úr (1998)

### Tévéfilmek
- Az ezeregyedik kilométer (1973)
- Örökzöld fehérben és feketében (1974)
- Uraim, beszéljenek! (1974)
- Lóden-show (1980)
- Brutus (1981)
- Bors néni (1982)
- Békestratégia (1985)
- Vigyázat, mélyföld! (1986)
- Linda (1986) a Panoptikum című részében
- Privát kopó (1993-tévésorozat) (forgatókönyvíró is)
- 7-es csatorna (1999-TV2)
- Kávéház (2001)

## Díjai, elismerései
- Jászai Mari-díj (1983)
- Karinthy-gyűrű (1985)
- Veszprémi tv-fesztivál rendezői nagydíja (1985)
- Móricz-gyűrű (1996)
- Déri János-díj (2000)
- VIDOR Fesztivál Életműdíja (2021)[13]

### Interjúk
- A kabaré az én számomra nem poén, röhögés, hanem szemlélet (mélyinterjú)

## Érdekességek
A gimnáziumban Gálvölgyi János osztálytársa volt, a barátai Verébnek hívták. Kern Andrással azonos időben járt a Színművészeti Főiskolára.